# Trichius gallicus
Trichius gallicus is een kever uit de familie bladsprietkevers (Scarabaeidae). Het is een van de soorten van het geslacht penseelkevers
T. gallicus is over het algemeen van de, eveneens in Nederland en België voorkomende, T. fasciatus te onderscheiden doordat de voorste zwarte band van de dekschilden niet doorloopt. Voor een zekere determinatie is in het algemeen echter microscopisch onderzoek van de genitaliën nodig. De levenswijze en biologie van beide soorten zijn ongeveer gelijk.
Van T. gallicus worden twee ondersoorten onderscheiden:
- Trichius gallicus gallicus Dejean, 1821
- Trichius gallicus zonatus Germar, 1831

## Afbeeldingen

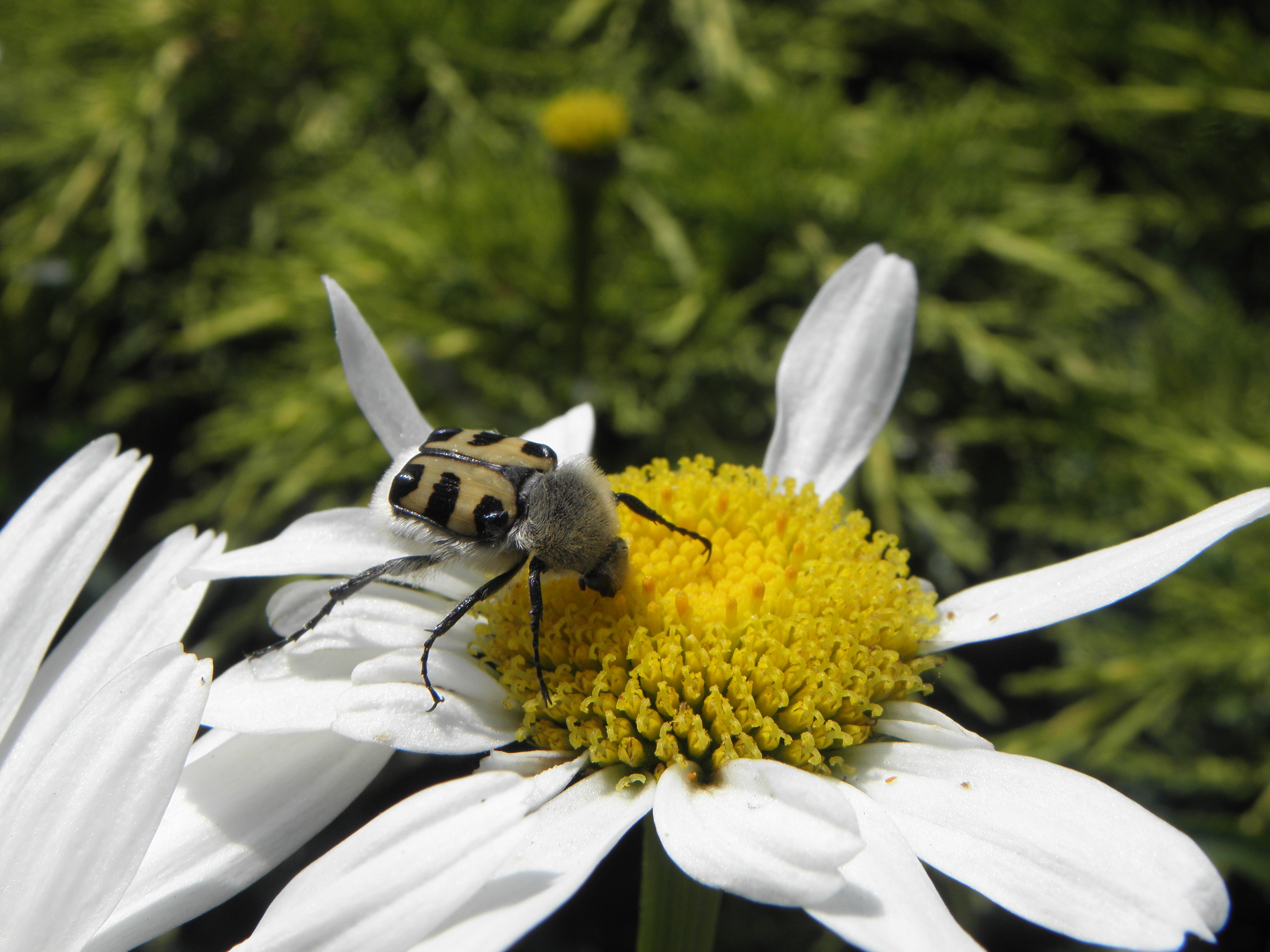
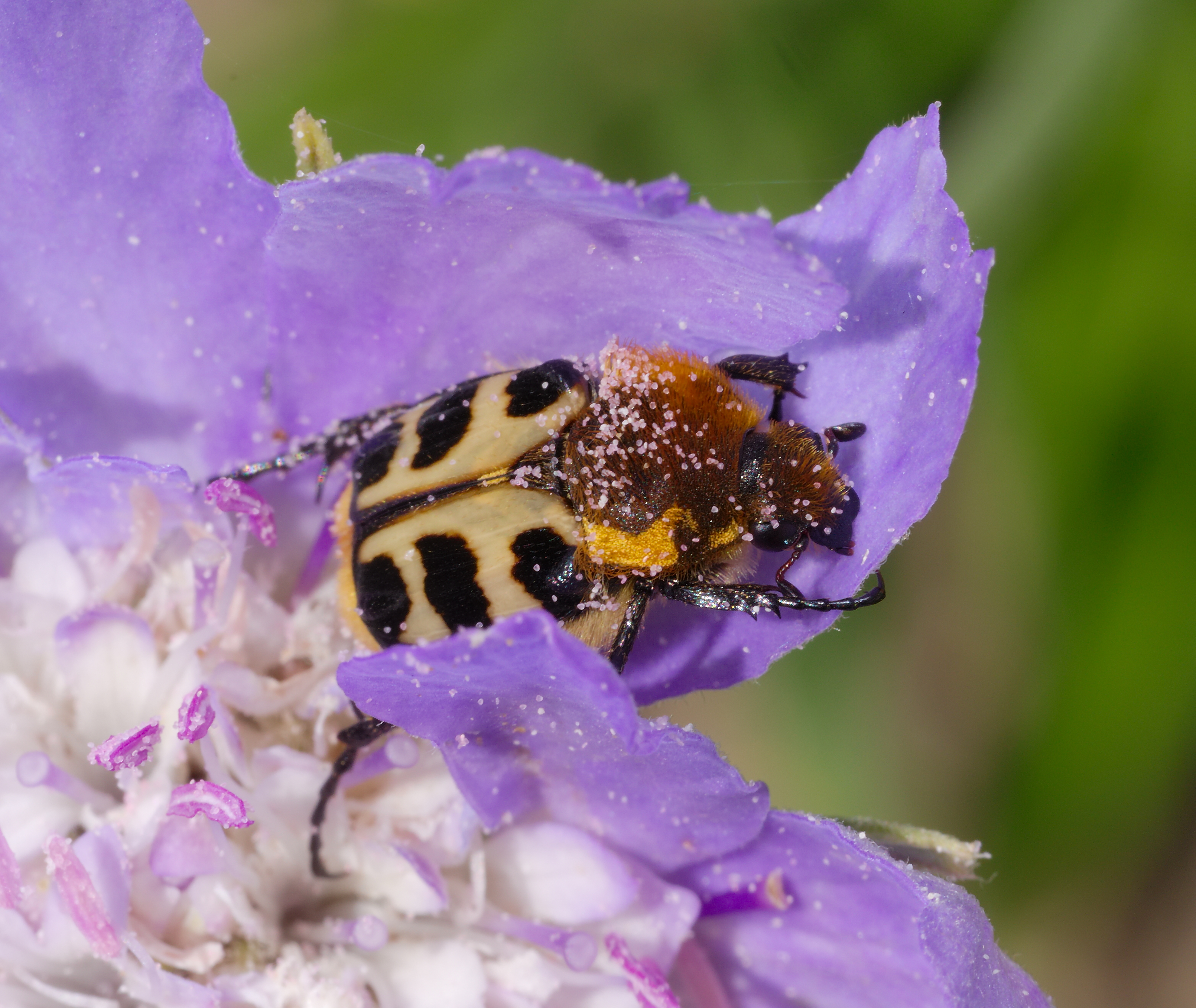
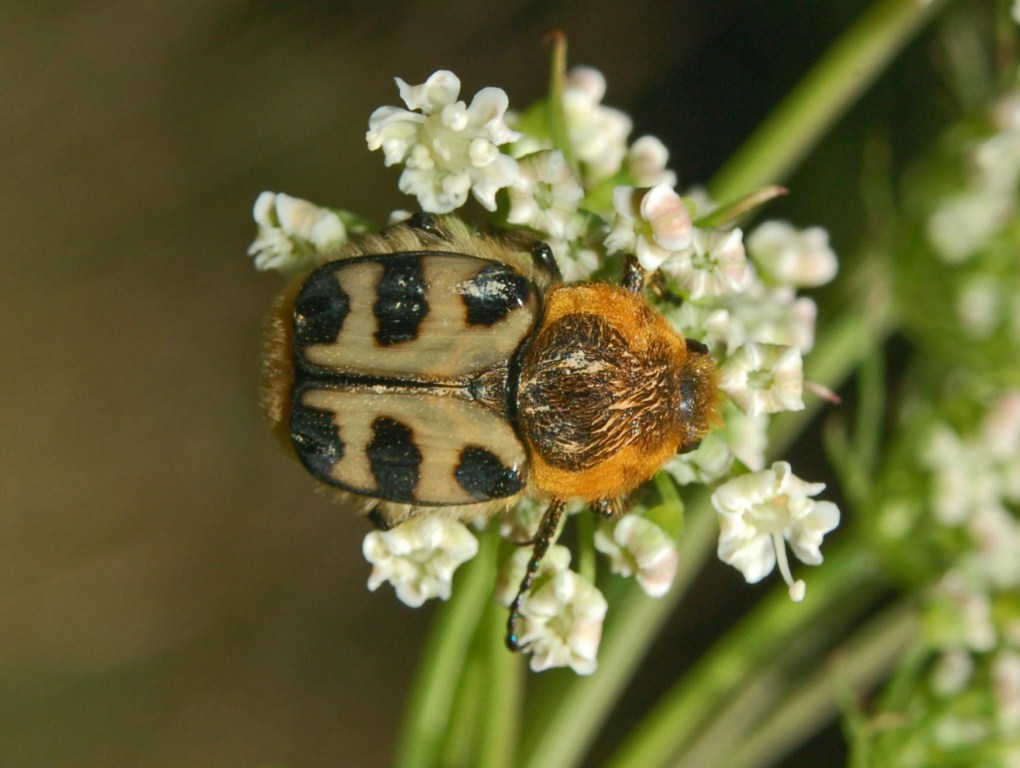
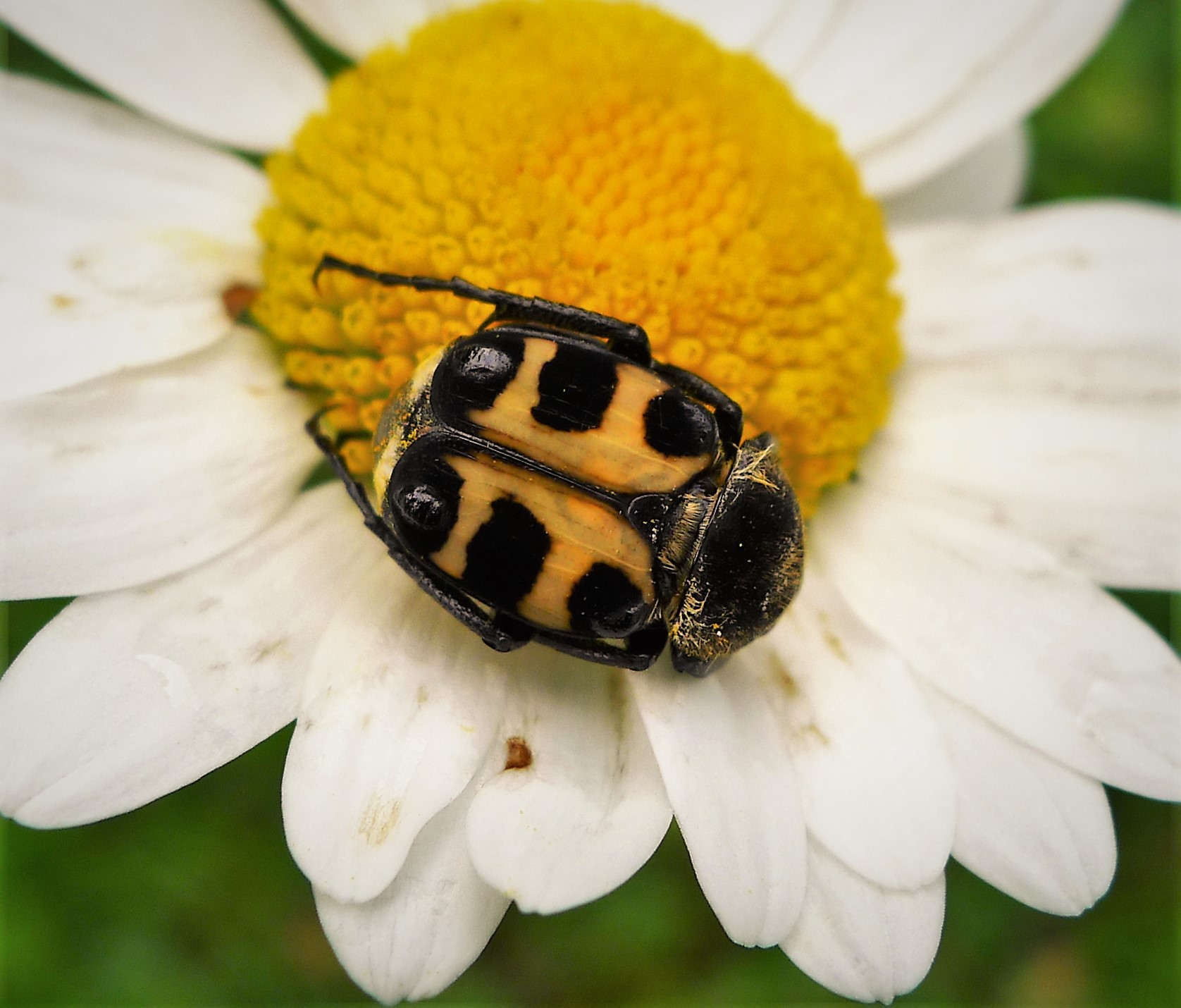